# Мемориал Алехина 1956
Мемориал Алехина 1956 года — шахматный турнир, проходивший в Москве с 7 октября по 3 ноября. Турнир был посвящён 10-й годовщине смерти А. Алехина. 16 участников из 12 стран, в том числе чемпион мира М. Ботвинник, претендент на мировое первенство В. Смыслов и 9 других международных гроссмейстеров. В качестве почётного гостя присутствовал сын Алехина — Александр. До 6-го тура лидировал чемпион СССР 1956 М. Тайманов (5 очков). Сыграв затем 7 партий подряд вничью, он занял 3-е место — 10½ очков. Решающим для определения победителей оказался последний тур: М. Ботвинник проиграл П. Кересу, а В. Смыслов выиграл у Г. Штальберга. В итоге 1—2-е место разделили М. Ботвинник и В. Смыслов — по 11 очков.
|   | a | b | c | d | e | f | g | h |   |
| - | --- | --- | --- | --- | --- | --- | --- | --- | - |
| 8 | b8 чёрная ладья · b7 чёрная пешка · e7 чёрный король · d6 чёрная пешка · f6 чёрный ферзь · a5 чёрная пешка · b5 белая пешка · c5 чёрная ладья · e5 чёрная пешка · h5 чёрная пешка · a4 белая пешка · c4 белый конь · e4 белая пешка · f4 чёрный конь · g4 чёрная пешка · h4 чёрный конь · b3 белый слон · c3 белая пешка · e3 белый ферзь · f2 белая пешка · h2 белая пешка · d1 белая ладья · g1 белая ладья · h1 белый король | b8 чёрная ладья · b7 чёрная пешка · e7 чёрный король · d6 чёрная пешка · f6 чёрный ферзь · a5 чёрная пешка · b5 белая пешка · c5 чёрная ладья · e5 чёрная пешка · h5 чёрная пешка · a4 белая пешка · c4 белый конь · e4 белая пешка · f4 чёрный конь · g4 чёрная пешка · h4 чёрный конь · b3 белый слон · c3 белая пешка · e3 белый ферзь · f2 белая пешка · h2 белая пешка · d1 белая ладья · g1 белая ладья · h1 белый король | b8 чёрная ладья · b7 чёрная пешка · e7 чёрный король · d6 чёрная пешка · f6 чёрный ферзь · a5 чёрная пешка · b5 белая пешка · c5 чёрная ладья · e5 чёрная пешка · h5 чёрная пешка · a4 белая пешка · c4 белый конь · e4 белая пешка · f4 чёрный конь · g4 чёрная пешка · h4 чёрный конь · b3 белый слон · c3 белая пешка · e3 белый ферзь · f2 белая пешка · h2 белая пешка · d1 белая ладья · g1 белая ладья · h1 белый король | b8 чёрная ладья · b7 чёрная пешка · e7 чёрный король · d6 чёрная пешка · f6 чёрный ферзь · a5 чёрная пешка · b5 белая пешка · c5 чёрная ладья · e5 чёрная пешка · h5 чёрная пешка · a4 белая пешка · c4 белый конь · e4 белая пешка · f4 чёрный конь · g4 чёрная пешка · h4 чёрный конь · b3 белый слон · c3 белая пешка · e3 белый ферзь · f2 белая пешка · h2 белая пешка · d1 белая ладья · g1 белая ладья · h1 белый король | b8 чёрная ладья · b7 чёрная пешка · e7 чёрный король · d6 чёрная пешка · f6 чёрный ферзь · a5 чёрная пешка · b5 белая пешка · c5 чёрная ладья · e5 чёрная пешка · h5 чёрная пешка · a4 белая пешка · c4 белый конь · e4 белая пешка · f4 чёрный конь · g4 чёрная пешка · h4 чёрный конь · b3 белый слон · c3 белая пешка · e3 белый ферзь · f2 белая пешка · h2 белая пешка · d1 белая ладья · g1 белая ладья · h1 белый король | b8 чёрная ладья · b7 чёрная пешка · e7 чёрный король · d6 чёрная пешка · f6 чёрный ферзь · a5 чёрная пешка · b5 белая пешка · c5 чёрная ладья · e5 чёрная пешка · h5 чёрная пешка · a4 белая пешка · c4 белый конь · e4 белая пешка · f4 чёрный конь · g4 чёрная пешка · h4 чёрный конь · b3 белый слон · c3 белая пешка · e3 белый ферзь · f2 белая пешка · h2 белая пешка · d1 белая ладья · g1 белая ладья · h1 белый король | b8 чёрная ладья · b7 чёрная пешка · e7 чёрный король · d6 чёрная пешка · f6 чёрный ферзь · a5 чёрная пешка · b5 белая пешка · c5 чёрная ладья · e5 чёрная пешка · h5 чёрная пешка · a4 белая пешка · c4 белый конь · e4 белая пешка · f4 чёрный конь · g4 чёрная пешка · h4 чёрный конь · b3 белый слон · c3 белая пешка · e3 белый ферзь · f2 белая пешка · h2 белая пешка · d1 белая ладья · g1 белая ладья · h1 белый король | b8 чёрная ладья · b7 чёрная пешка · e7 чёрный король · d6 чёрная пешка · f6 чёрный ферзь · a5 чёрная пешка · b5 белая пешка · c5 чёрная ладья · e5 чёрная пешка · h5 чёрная пешка · a4 белая пешка · c4 белый конь · e4 белая пешка · f4 чёрный конь · g4 чёрная пешка · h4 чёрный конь · b3 белый слон · c3 белая пешка · e3 белый ферзь · f2 белая пешка · h2 белая пешка · d1 белая ладья · g1 белая ладья · h1 белый король | 8 |
| 7 | b8 чёрная ладья · b7 чёрная пешка · e7 чёрный король · d6 чёрная пешка · f6 чёрный ферзь · a5 чёрная пешка · b5 белая пешка · c5 чёрная ладья · e5 чёрная пешка · h5 чёрная пешка · a4 белая пешка · c4 белый конь · e4 белая пешка · f4 чёрный конь · g4 чёрная пешка · h4 чёрный конь · b3 белый слон · c3 белая пешка · e3 белый ферзь · f2 белая пешка · h2 белая пешка · d1 белая ладья · g1 белая ладья · h1 белый король | b8 чёрная ладья · b7 чёрная пешка · e7 чёрный король · d6 чёрная пешка · f6 чёрный ферзь · a5 чёрная пешка · b5 белая пешка · c5 чёрная ладья · e5 чёрная пешка · h5 чёрная пешка · a4 белая пешка · c4 белый конь · e4 белая пешка · f4 чёрный конь · g4 чёрная пешка · h4 чёрный конь · b3 белый слон · c3 белая пешка · e3 белый ферзь · f2 белая пешка · h2 белая пешка · d1 белая ладья · g1 белая ладья · h1 белый король | b8 чёрная ладья · b7 чёрная пешка · e7 чёрный король · d6 чёрная пешка · f6 чёрный ферзь · a5 чёрная пешка · b5 белая пешка · c5 чёрная ладья · e5 чёрная пешка · h5 чёрная пешка · a4 белая пешка · c4 белый конь · e4 белая пешка · f4 чёрный конь · g4 чёрная пешка · h4 чёрный конь · b3 белый слон · c3 белая пешка · e3 белый ферзь · f2 белая пешка · h2 белая пешка · d1 белая ладья · g1 белая ладья · h1 белый король | b8 чёрная ладья · b7 чёрная пешка · e7 чёрный король · d6 чёрная пешка · f6 чёрный ферзь · a5 чёрная пешка · b5 белая пешка · c5 чёрная ладья · e5 чёрная пешка · h5 чёрная пешка · a4 белая пешка · c4 белый конь · e4 белая пешка · f4 чёрный конь · g4 чёрная пешка · h4 чёрный конь · b3 белый слон · c3 белая пешка · e3 белый ферзь · f2 белая пешка · h2 белая пешка · d1 белая ладья · g1 белая ладья · h1 белый король | b8 чёрная ладья · b7 чёрная пешка · e7 чёрный король · d6 чёрная пешка · f6 чёрный ферзь · a5 чёрная пешка · b5 белая пешка · c5 чёрная ладья · e5 чёрная пешка · h5 чёрная пешка · a4 белая пешка · c4 белый конь · e4 белая пешка · f4 чёрный конь · g4 чёрная пешка · h4 чёрный конь · b3 белый слон · c3 белая пешка · e3 белый ферзь · f2 белая пешка · h2 белая пешка · d1 белая ладья · g1 белая ладья · h1 белый король | b8 чёрная ладья · b7 чёрная пешка · e7 чёрный король · d6 чёрная пешка · f6 чёрный ферзь · a5 чёрная пешка · b5 белая пешка · c5 чёрная ладья · e5 чёрная пешка · h5 чёрная пешка · a4 белая пешка · c4 белый конь · e4 белая пешка · f4 чёрный конь · g4 чёрная пешка · h4 чёрный конь · b3 белый слон · c3 белая пешка · e3 белый ферзь · f2 белая пешка · h2 белая пешка · d1 белая ладья · g1 белая ладья · h1 белый король | b8 чёрная ладья · b7 чёрная пешка · e7 чёрный король · d6 чёрная пешка · f6 чёрный ферзь · a5 чёрная пешка · b5 белая пешка · c5 чёрная ладья · e5 чёрная пешка · h5 чёрная пешка · a4 белая пешка · c4 белый конь · e4 белая пешка · f4 чёрный конь · g4 чёрная пешка · h4 чёрный конь · b3 белый слон · c3 белая пешка · e3 белый ферзь · f2 белая пешка · h2 белая пешка · d1 белая ладья · g1 белая ладья · h1 белый король | b8 чёрная ладья · b7 чёрная пешка · e7 чёрный король · d6 чёрная пешка · f6 чёрный ферзь · a5 чёрная пешка · b5 белая пешка · c5 чёрная ладья · e5 чёрная пешка · h5 чёрная пешка · a4 белая пешка · c4 белый конь · e4 белая пешка · f4 чёрный конь · g4 чёрная пешка · h4 чёрный конь · b3 белый слон · c3 белая пешка · e3 белый ферзь · f2 белая пешка · h2 белая пешка · d1 белая ладья · g1 белая ладья · h1 белый король | 7 |
| 6 | b8 чёрная ладья · b7 чёрная пешка · e7 чёрный король · d6 чёрная пешка · f6 чёрный ферзь · a5 чёрная пешка · b5 белая пешка · c5 чёрная ладья · e5 чёрная пешка · h5 чёрная пешка · a4 белая пешка · c4 белый конь · e4 белая пешка · f4 чёрный конь · g4 чёрная пешка · h4 чёрный конь · b3 белый слон · c3 белая пешка · e3 белый ферзь · f2 белая пешка · h2 белая пешка · d1 белая ладья · g1 белая ладья · h1 белый король | b8 чёрная ладья · b7 чёрная пешка · e7 чёрный король · d6 чёрная пешка · f6 чёрный ферзь · a5 чёрная пешка · b5 белая пешка · c5 чёрная ладья · e5 чёрная пешка · h5 чёрная пешка · a4 белая пешка · c4 белый конь · e4 белая пешка · f4 чёрный конь · g4 чёрная пешка · h4 чёрный конь · b3 белый слон · c3 белая пешка · e3 белый ферзь · f2 белая пешка · h2 белая пешка · d1 белая ладья · g1 белая ладья · h1 белый король | b8 чёрная ладья · b7 чёрная пешка · e7 чёрный король · d6 чёрная пешка · f6 чёрный ферзь · a5 чёрная пешка · b5 белая пешка · c5 чёрная ладья · e5 чёрная пешка · h5 чёрная пешка · a4 белая пешка · c4 белый конь · e4 белая пешка · f4 чёрный конь · g4 чёрная пешка · h4 чёрный конь · b3 белый слон · c3 белая пешка · e3 белый ферзь · f2 белая пешка · h2 белая пешка · d1 белая ладья · g1 белая ладья · h1 белый король | b8 чёрная ладья · b7 чёрная пешка · e7 чёрный король · d6 чёрная пешка · f6 чёрный ферзь · a5 чёрная пешка · b5 белая пешка · c5 чёрная ладья · e5 чёрная пешка · h5 чёрная пешка · a4 белая пешка · c4 белый конь · e4 белая пешка · f4 чёрный конь · g4 чёрная пешка · h4 чёрный конь · b3 белый слон · c3 белая пешка · e3 белый ферзь · f2 белая пешка · h2 белая пешка · d1 белая ладья · g1 белая ладья · h1 белый король | b8 чёрная ладья · b7 чёрная пешка · e7 чёрный король · d6 чёрная пешка · f6 чёрный ферзь · a5 чёрная пешка · b5 белая пешка · c5 чёрная ладья · e5 чёрная пешка · h5 чёрная пешка · a4 белая пешка · c4 белый конь · e4 белая пешка · f4 чёрный конь · g4 чёрная пешка · h4 чёрный конь · b3 белый слон · c3 белая пешка · e3 белый ферзь · f2 белая пешка · h2 белая пешка · d1 белая ладья · g1 белая ладья · h1 белый король | b8 чёрная ладья · b7 чёрная пешка · e7 чёрный король · d6 чёрная пешка · f6 чёрный ферзь · a5 чёрная пешка · b5 белая пешка · c5 чёрная ладья · e5 чёрная пешка · h5 чёрная пешка · a4 белая пешка · c4 белый конь · e4 белая пешка · f4 чёрный конь · g4 чёрная пешка · h4 чёрный конь · b3 белый слон · c3 белая пешка · e3 белый ферзь · f2 белая пешка · h2 белая пешка · d1 белая ладья · g1 белая ладья · h1 белый король | b8 чёрная ладья · b7 чёрная пешка · e7 чёрный король · d6 чёрная пешка · f6 чёрный ферзь · a5 чёрная пешка · b5 белая пешка · c5 чёрная ладья · e5 чёрная пешка · h5 чёрная пешка · a4 белая пешка · c4 белый конь · e4 белая пешка · f4 чёрный конь · g4 чёрная пешка · h4 чёрный конь · b3 белый слон · c3 белая пешка · e3 белый ферзь · f2 белая пешка · h2 белая пешка · d1 белая ладья · g1 белая ладья · h1 белый король | b8 чёрная ладья · b7 чёрная пешка · e7 чёрный король · d6 чёрная пешка · f6 чёрный ферзь · a5 чёрная пешка · b5 белая пешка · c5 чёрная ладья · e5 чёрная пешка · h5 чёрная пешка · a4 белая пешка · c4 белый конь · e4 белая пешка · f4 чёрный конь · g4 чёрная пешка · h4 чёрный конь · b3 белый слон · c3 белая пешка · e3 белый ферзь · f2 белая пешка · h2 белая пешка · d1 белая ладья · g1 белая ладья · h1 белый король | 6 |
| 5 | b8 чёрная ладья · b7 чёрная пешка · e7 чёрный король · d6 чёрная пешка · f6 чёрный ферзь · a5 чёрная пешка · b5 белая пешка · c5 чёрная ладья · e5 чёрная пешка · h5 чёрная пешка · a4 белая пешка · c4 белый конь · e4 белая пешка · f4 чёрный конь · g4 чёрная пешка · h4 чёрный конь · b3 белый слон · c3 белая пешка · e3 белый ферзь · f2 белая пешка · h2 белая пешка · d1 белая ладья · g1 белая ладья · h1 белый король | b8 чёрная ладья · b7 чёрная пешка · e7 чёрный король · d6 чёрная пешка · f6 чёрный ферзь · a5 чёрная пешка · b5 белая пешка · c5 чёрная ладья · e5 чёрная пешка · h5 чёрная пешка · a4 белая пешка · c4 белый конь · e4 белая пешка · f4 чёрный конь · g4 чёрная пешка · h4 чёрный конь · b3 белый слон · c3 белая пешка · e3 белый ферзь · f2 белая пешка · h2 белая пешка · d1 белая ладья · g1 белая ладья · h1 белый король | b8 чёрная ладья · b7 чёрная пешка · e7 чёрный король · d6 чёрная пешка · f6 чёрный ферзь · a5 чёрная пешка · b5 белая пешка · c5 чёрная ладья · e5 чёрная пешка · h5 чёрная пешка · a4 белая пешка · c4 белый конь · e4 белая пешка · f4 чёрный конь · g4 чёрная пешка · h4 чёрный конь · b3 белый слон · c3 белая пешка · e3 белый ферзь · f2 белая пешка · h2 белая пешка · d1 белая ладья · g1 белая ладья · h1 белый король | b8 чёрная ладья · b7 чёрная пешка · e7 чёрный король · d6 чёрная пешка · f6 чёрный ферзь · a5 чёрная пешка · b5 белая пешка · c5 чёрная ладья · e5 чёрная пешка · h5 чёрная пешка · a4 белая пешка · c4 белый конь · e4 белая пешка · f4 чёрный конь · g4 чёрная пешка · h4 чёрный конь · b3 белый слон · c3 белая пешка · e3 белый ферзь · f2 белая пешка · h2 белая пешка · d1 белая ладья · g1 белая ладья · h1 белый король | b8 чёрная ладья · b7 чёрная пешка · e7 чёрный король · d6 чёрная пешка · f6 чёрный ферзь · a5 чёрная пешка · b5 белая пешка · c5 чёрная ладья · e5 чёрная пешка · h5 чёрная пешка · a4 белая пешка · c4 белый конь · e4 белая пешка · f4 чёрный конь · g4 чёрная пешка · h4 чёрный конь · b3 белый слон · c3 белая пешка · e3 белый ферзь · f2 белая пешка · h2 белая пешка · d1 белая ладья · g1 белая ладья · h1 белый король | b8 чёрная ладья · b7 чёрная пешка · e7 чёрный король · d6 чёрная пешка · f6 чёрный ферзь · a5 чёрная пешка · b5 белая пешка · c5 чёрная ладья · e5 чёрная пешка · h5 чёрная пешка · a4 белая пешка · c4 белый конь · e4 белая пешка · f4 чёрный конь · g4 чёрная пешка · h4 чёрный конь · b3 белый слон · c3 белая пешка · e3 белый ферзь · f2 белая пешка · h2 белая пешка · d1 белая ладья · g1 белая ладья · h1 белый король | b8 чёрная ладья · b7 чёрная пешка · e7 чёрный король · d6 чёрная пешка · f6 чёрный ферзь · a5 чёрная пешка · b5 белая пешка · c5 чёрная ладья · e5 чёрная пешка · h5 чёрная пешка · a4 белая пешка · c4 белый конь · e4 белая пешка · f4 чёрный конь · g4 чёрная пешка · h4 чёрный конь · b3 белый слон · c3 белая пешка · e3 белый ферзь · f2 белая пешка · h2 белая пешка · d1 белая ладья · g1 белая ладья · h1 белый король | b8 чёрная ладья · b7 чёрная пешка · e7 чёрный король · d6 чёрная пешка · f6 чёрный ферзь · a5 чёрная пешка · b5 белая пешка · c5 чёрная ладья · e5 чёрная пешка · h5 чёрная пешка · a4 белая пешка · c4 белый конь · e4 белая пешка · f4 чёрный конь · g4 чёрная пешка · h4 чёрный конь · b3 белый слон · c3 белая пешка · e3 белый ферзь · f2 белая пешка · h2 белая пешка · d1 белая ладья · g1 белая ладья · h1 белый король | 5 |
| 4 | b8 чёрная ладья · b7 чёрная пешка · e7 чёрный король · d6 чёрная пешка · f6 чёрный ферзь · a5 чёрная пешка · b5 белая пешка · c5 чёрная ладья · e5 чёрная пешка · h5 чёрная пешка · a4 белая пешка · c4 белый конь · e4 белая пешка · f4 чёрный конь · g4 чёрная пешка · h4 чёрный конь · b3 белый слон · c3 белая пешка · e3 белый ферзь · f2 белая пешка · h2 белая пешка · d1 белая ладья · g1 белая ладья · h1 белый король | b8 чёрная ладья · b7 чёрная пешка · e7 чёрный король · d6 чёрная пешка · f6 чёрный ферзь · a5 чёрная пешка · b5 белая пешка · c5 чёрная ладья · e5 чёрная пешка · h5 чёрная пешка · a4 белая пешка · c4 белый конь · e4 белая пешка · f4 чёрный конь · g4 чёрная пешка · h4 чёрный конь · b3 белый слон · c3 белая пешка · e3 белый ферзь · f2 белая пешка · h2 белая пешка · d1 белая ладья · g1 белая ладья · h1 белый король | b8 чёрная ладья · b7 чёрная пешка · e7 чёрный король · d6 чёрная пешка · f6 чёрный ферзь · a5 чёрная пешка · b5 белая пешка · c5 чёрная ладья · e5 чёрная пешка · h5 чёрная пешка · a4 белая пешка · c4 белый конь · e4 белая пешка · f4 чёрный конь · g4 чёрная пешка · h4 чёрный конь · b3 белый слон · c3 белая пешка · e3 белый ферзь · f2 белая пешка · h2 белая пешка · d1 белая ладья · g1 белая ладья · h1 белый король | b8 чёрная ладья · b7 чёрная пешка · e7 чёрный король · d6 чёрная пешка · f6 чёрный ферзь · a5 чёрная пешка · b5 белая пешка · c5 чёрная ладья · e5 чёрная пешка · h5 чёрная пешка · a4 белая пешка · c4 белый конь · e4 белая пешка · f4 чёрный конь · g4 чёрная пешка · h4 чёрный конь · b3 белый слон · c3 белая пешка · e3 белый ферзь · f2 белая пешка · h2 белая пешка · d1 белая ладья · g1 белая ладья · h1 белый король | b8 чёрная ладья · b7 чёрная пешка · e7 чёрный король · d6 чёрная пешка · f6 чёрный ферзь · a5 чёрная пешка · b5 белая пешка · c5 чёрная ладья · e5 чёрная пешка · h5 чёрная пешка · a4 белая пешка · c4 белый конь · e4 белая пешка · f4 чёрный конь · g4 чёрная пешка · h4 чёрный конь · b3 белый слон · c3 белая пешка · e3 белый ферзь · f2 белая пешка · h2 белая пешка · d1 белая ладья · g1 белая ладья · h1 белый король | b8 чёрная ладья · b7 чёрная пешка · e7 чёрный король · d6 чёрная пешка · f6 чёрный ферзь · a5 чёрная пешка · b5 белая пешка · c5 чёрная ладья · e5 чёрная пешка · h5 чёрная пешка · a4 белая пешка · c4 белый конь · e4 белая пешка · f4 чёрный конь · g4 чёрная пешка · h4 чёрный конь · b3 белый слон · c3 белая пешка · e3 белый ферзь · f2 белая пешка · h2 белая пешка · d1 белая ладья · g1 белая ладья · h1 белый король | b8 чёрная ладья · b7 чёрная пешка · e7 чёрный король · d6 чёрная пешка · f6 чёрный ферзь · a5 чёрная пешка · b5 белая пешка · c5 чёрная ладья · e5 чёрная пешка · h5 чёрная пешка · a4 белая пешка · c4 белый конь · e4 белая пешка · f4 чёрный конь · g4 чёрная пешка · h4 чёрный конь · b3 белый слон · c3 белая пешка · e3 белый ферзь · f2 белая пешка · h2 белая пешка · d1 белая ладья · g1 белая ладья · h1 белый король | b8 чёрная ладья · b7 чёрная пешка · e7 чёрный король · d6 чёрная пешка · f6 чёрный ферзь · a5 чёрная пешка · b5 белая пешка · c5 чёрная ладья · e5 чёрная пешка · h5 чёрная пешка · a4 белая пешка · c4 белый конь · e4 белая пешка · f4 чёрный конь · g4 чёрная пешка · h4 чёрный конь · b3 белый слон · c3 белая пешка · e3 белый ферзь · f2 белая пешка · h2 белая пешка · d1 белая ладья · g1 белая ладья · h1 белый король | 4 |
| 3 | b8 чёрная ладья · b7 чёрная пешка · e7 чёрный король · d6 чёрная пешка · f6 чёрный ферзь · a5 чёрная пешка · b5 белая пешка · c5 чёрная ладья · e5 чёрная пешка · h5 чёрная пешка · a4 белая пешка · c4 белый конь · e4 белая пешка · f4 чёрный конь · g4 чёрная пешка · h4 чёрный конь · b3 белый слон · c3 белая пешка · e3 белый ферзь · f2 белая пешка · h2 белая пешка · d1 белая ладья · g1 белая ладья · h1 белый король | b8 чёрная ладья · b7 чёрная пешка · e7 чёрный король · d6 чёрная пешка · f6 чёрный ферзь · a5 чёрная пешка · b5 белая пешка · c5 чёрная ладья · e5 чёрная пешка · h5 чёрная пешка · a4 белая пешка · c4 белый конь · e4 белая пешка · f4 чёрный конь · g4 чёрная пешка · h4 чёрный конь · b3 белый слон · c3 белая пешка · e3 белый ферзь · f2 белая пешка · h2 белая пешка · d1 белая ладья · g1 белая ладья · h1 белый король | b8 чёрная ладья · b7 чёрная пешка · e7 чёрный король · d6 чёрная пешка · f6 чёрный ферзь · a5 чёрная пешка · b5 белая пешка · c5 чёрная ладья · e5 чёрная пешка · h5 чёрная пешка · a4 белая пешка · c4 белый конь · e4 белая пешка · f4 чёрный конь · g4 чёрная пешка · h4 чёрный конь · b3 белый слон · c3 белая пешка · e3 белый ферзь · f2 белая пешка · h2 белая пешка · d1 белая ладья · g1 белая ладья · h1 белый король | b8 чёрная ладья · b7 чёрная пешка · e7 чёрный король · d6 чёрная пешка · f6 чёрный ферзь · a5 чёрная пешка · b5 белая пешка · c5 чёрная ладья · e5 чёрная пешка · h5 чёрная пешка · a4 белая пешка · c4 белый конь · e4 белая пешка · f4 чёрный конь · g4 чёрная пешка · h4 чёрный конь · b3 белый слон · c3 белая пешка · e3 белый ферзь · f2 белая пешка · h2 белая пешка · d1 белая ладья · g1 белая ладья · h1 белый король | b8 чёрная ладья · b7 чёрная пешка · e7 чёрный король · d6 чёрная пешка · f6 чёрный ферзь · a5 чёрная пешка · b5 белая пешка · c5 чёрная ладья · e5 чёрная пешка · h5 чёрная пешка · a4 белая пешка · c4 белый конь · e4 белая пешка · f4 чёрный конь · g4 чёрная пешка · h4 чёрный конь · b3 белый слон · c3 белая пешка · e3 белый ферзь · f2 белая пешка · h2 белая пешка · d1 белая ладья · g1 белая ладья · h1 белый король | b8 чёрная ладья · b7 чёрная пешка · e7 чёрный король · d6 чёрная пешка · f6 чёрный ферзь · a5 чёрная пешка · b5 белая пешка · c5 чёрная ладья · e5 чёрная пешка · h5 чёрная пешка · a4 белая пешка · c4 белый конь · e4 белая пешка · f4 чёрный конь · g4 чёрная пешка · h4 чёрный конь · b3 белый слон · c3 белая пешка · e3 белый ферзь · f2 белая пешка · h2 белая пешка · d1 белая ладья · g1 белая ладья · h1 белый король | b8 чёрная ладья · b7 чёрная пешка · e7 чёрный король · d6 чёрная пешка · f6 чёрный ферзь · a5 чёрная пешка · b5 белая пешка · c5 чёрная ладья · e5 чёрная пешка · h5 чёрная пешка · a4 белая пешка · c4 белый конь · e4 белая пешка · f4 чёрный конь · g4 чёрная пешка · h4 чёрный конь · b3 белый слон · c3 белая пешка · e3 белый ферзь · f2 белая пешка · h2 белая пешка · d1 белая ладья · g1 белая ладья · h1 белый король | b8 чёрная ладья · b7 чёрная пешка · e7 чёрный король · d6 чёрная пешка · f6 чёрный ферзь · a5 чёрная пешка · b5 белая пешка · c5 чёрная ладья · e5 чёрная пешка · h5 чёрная пешка · a4 белая пешка · c4 белый конь · e4 белая пешка · f4 чёрный конь · g4 чёрная пешка · h4 чёрный конь · b3 белый слон · c3 белая пешка · e3 белый ферзь · f2 белая пешка · h2 белая пешка · d1 белая ладья · g1 белая ладья · h1 белый король | 3 |
| 2 | b8 чёрная ладья · b7 чёрная пешка · e7 чёрный король · d6 чёрная пешка · f6 чёрный ферзь · a5 чёрная пешка · b5 белая пешка · c5 чёрная ладья · e5 чёрная пешка · h5 чёрная пешка · a4 белая пешка · c4 белый конь · e4 белая пешка · f4 чёрный конь · g4 чёрная пешка · h4 чёрный конь · b3 белый слон · c3 белая пешка · e3 белый ферзь · f2 белая пешка · h2 белая пешка · d1 белая ладья · g1 белая ладья · h1 белый король | b8 чёрная ладья · b7 чёрная пешка · e7 чёрный король · d6 чёрная пешка · f6 чёрный ферзь · a5 чёрная пешка · b5 белая пешка · c5 чёрная ладья · e5 чёрная пешка · h5 чёрная пешка · a4 белая пешка · c4 белый конь · e4 белая пешка · f4 чёрный конь · g4 чёрная пешка · h4 чёрный конь · b3 белый слон · c3 белая пешка · e3 белый ферзь · f2 белая пешка · h2 белая пешка · d1 белая ладья · g1 белая ладья · h1 белый король | b8 чёрная ладья · b7 чёрная пешка · e7 чёрный король · d6 чёрная пешка · f6 чёрный ферзь · a5 чёрная пешка · b5 белая пешка · c5 чёрная ладья · e5 чёрная пешка · h5 чёрная пешка · a4 белая пешка · c4 белый конь · e4 белая пешка · f4 чёрный конь · g4 чёрная пешка · h4 чёрный конь · b3 белый слон · c3 белая пешка · e3 белый ферзь · f2 белая пешка · h2 белая пешка · d1 белая ладья · g1 белая ладья · h1 белый король | b8 чёрная ладья · b7 чёрная пешка · e7 чёрный король · d6 чёрная пешка · f6 чёрный ферзь · a5 чёрная пешка · b5 белая пешка · c5 чёрная ладья · e5 чёрная пешка · h5 чёрная пешка · a4 белая пешка · c4 белый конь · e4 белая пешка · f4 чёрный конь · g4 чёрная пешка · h4 чёрный конь · b3 белый слон · c3 белая пешка · e3 белый ферзь · f2 белая пешка · h2 белая пешка · d1 белая ладья · g1 белая ладья · h1 белый король | b8 чёрная ладья · b7 чёрная пешка · e7 чёрный король · d6 чёрная пешка · f6 чёрный ферзь · a5 чёрная пешка · b5 белая пешка · c5 чёрная ладья · e5 чёрная пешка · h5 чёрная пешка · a4 белая пешка · c4 белый конь · e4 белая пешка · f4 чёрный конь · g4 чёрная пешка · h4 чёрный конь · b3 белый слон · c3 белая пешка · e3 белый ферзь · f2 белая пешка · h2 белая пешка · d1 белая ладья · g1 белая ладья · h1 белый король | b8 чёрная ладья · b7 чёрная пешка · e7 чёрный король · d6 чёрная пешка · f6 чёрный ферзь · a5 чёрная пешка · b5 белая пешка · c5 чёрная ладья · e5 чёрная пешка · h5 чёрная пешка · a4 белая пешка · c4 белый конь · e4 белая пешка · f4 чёрный конь · g4 чёрная пешка · h4 чёрный конь · b3 белый слон · c3 белая пешка · e3 белый ферзь · f2 белая пешка · h2 белая пешка · d1 белая ладья · g1 белая ладья · h1 белый король | b8 чёрная ладья · b7 чёрная пешка · e7 чёрный король · d6 чёрная пешка · f6 чёрный ферзь · a5 чёрная пешка · b5 белая пешка · c5 чёрная ладья · e5 чёрная пешка · h5 чёрная пешка · a4 белая пешка · c4 белый конь · e4 белая пешка · f4 чёрный конь · g4 чёрная пешка · h4 чёрный конь · b3 белый слон · c3 белая пешка · e3 белый ферзь · f2 белая пешка · h2 белая пешка · d1 белая ладья · g1 белая ладья · h1 белый король | b8 чёрная ладья · b7 чёрная пешка · e7 чёрный король · d6 чёрная пешка · f6 чёрный ферзь · a5 чёрная пешка · b5 белая пешка · c5 чёрная ладья · e5 чёрная пешка · h5 чёрная пешка · a4 белая пешка · c4 белый конь · e4 белая пешка · f4 чёрный конь · g4 чёрная пешка · h4 чёрный конь · b3 белый слон · c3 белая пешка · e3 белый ферзь · f2 белая пешка · h2 белая пешка · d1 белая ладья · g1 белая ладья · h1 белый король | 2 |
| 1 | b8 чёрная ладья · b7 чёрная пешка · e7 чёрный король · d6 чёрная пешка · f6 чёрный ферзь · a5 чёрная пешка · b5 белая пешка · c5 чёрная ладья · e5 чёрная пешка · h5 чёрная пешка · a4 белая пешка · c4 белый конь · e4 белая пешка · f4 чёрный конь · g4 чёрная пешка · h4 чёрный конь · b3 белый слон · c3 белая пешка · e3 белый ферзь · f2 белая пешка · h2 белая пешка · d1 белая ладья · g1 белая ладья · h1 белый король | b8 чёрная ладья · b7 чёрная пешка · e7 чёрный король · d6 чёрная пешка · f6 чёрный ферзь · a5 чёрная пешка · b5 белая пешка · c5 чёрная ладья · e5 чёрная пешка · h5 чёрная пешка · a4 белая пешка · c4 белый конь · e4 белая пешка · f4 чёрный конь · g4 чёрная пешка · h4 чёрный конь · b3 белый слон · c3 белая пешка · e3 белый ферзь · f2 белая пешка · h2 белая пешка · d1 белая ладья · g1 белая ладья · h1 белый король | b8 чёрная ладья · b7 чёрная пешка · e7 чёрный король · d6 чёрная пешка · f6 чёрный ферзь · a5 чёрная пешка · b5 белая пешка · c5 чёрная ладья · e5 чёрная пешка · h5 чёрная пешка · a4 белая пешка · c4 белый конь · e4 белая пешка · f4 чёрный конь · g4 чёрная пешка · h4 чёрный конь · b3 белый слон · c3 белая пешка · e3 белый ферзь · f2 белая пешка · h2 белая пешка · d1 белая ладья · g1 белая ладья · h1 белый король | b8 чёрная ладья · b7 чёрная пешка · e7 чёрный король · d6 чёрная пешка · f6 чёрный ферзь · a5 чёрная пешка · b5 белая пешка · c5 чёрная ладья · e5 чёрная пешка · h5 чёрная пешка · a4 белая пешка · c4 белый конь · e4 белая пешка · f4 чёрный конь · g4 чёрная пешка · h4 чёрный конь · b3 белый слон · c3 белая пешка · e3 белый ферзь · f2 белая пешка · h2 белая пешка · d1 белая ладья · g1 белая ладья · h1 белый король | b8 чёрная ладья · b7 чёрная пешка · e7 чёрный король · d6 чёрная пешка · f6 чёрный ферзь · a5 чёрная пешка · b5 белая пешка · c5 чёрная ладья · e5 чёрная пешка · h5 чёрная пешка · a4 белая пешка · c4 белый конь · e4 белая пешка · f4 чёрный конь · g4 чёрная пешка · h4 чёрный конь · b3 белый слон · c3 белая пешка · e3 белый ферзь · f2 белая пешка · h2 белая пешка · d1 белая ладья · g1 белая ладья · h1 белый король | b8 чёрная ладья · b7 чёрная пешка · e7 чёрный король · d6 чёрная пешка · f6 чёрный ферзь · a5 чёрная пешка · b5 белая пешка · c5 чёрная ладья · e5 чёрная пешка · h5 чёрная пешка · a4 белая пешка · c4 белый конь · e4 белая пешка · f4 чёрный конь · g4 чёрная пешка · h4 чёрный конь · b3 белый слон · c3 белая пешка · e3 белый ферзь · f2 белая пешка · h2 белая пешка · d1 белая ладья · g1 белая ладья · h1 белый король | b8 чёрная ладья · b7 чёрная пешка · e7 чёрный король · d6 чёрная пешка · f6 чёрный ферзь · a5 чёрная пешка · b5 белая пешка · c5 чёрная ладья · e5 чёрная пешка · h5 чёрная пешка · a4 белая пешка · c4 белый конь · e4 белая пешка · f4 чёрный конь · g4 чёрная пешка · h4 чёрный конь · b3 белый слон · c3 белая пешка · e3 белый ферзь · f2 белая пешка · h2 белая пешка · d1 белая ладья · g1 белая ладья · h1 белый король | b8 чёрная ладья · b7 чёрная пешка · e7 чёрный король · d6 чёрная пешка · f6 чёрный ферзь · a5 чёрная пешка · b5 белая пешка · c5 чёрная ладья · e5 чёрная пешка · h5 чёрная пешка · a4 белая пешка · c4 белый конь · e4 белая пешка · f4 чёрный конь · g4 чёрная пешка · h4 чёрный конь · b3 белый слон · c3 белая пешка · e3 белый ферзь · f2 белая пешка · h2 белая пешка · d1 белая ладья · g1 белая ладья · h1 белый король | 1 |
|   | a | b | c | d | e | f | g | h |   |

Одной из лучших признана партия: Л. Сабо — Д. Бронштейн.
29. … Л:с4 30.С:с4 Kf3 31.Фb6 Лd8 32.Лg3 Kh3 33.Cf1 h4 34.Л:h3 gh 35.С:h3 Фf4 36.Фс7+ Кре8 37.Kpg2 Kg5 38.Л:d6 Фf3+ 39.Kpf1 Ф:h3+ 40.Kpe1 Л:d6, 0 : 1.

## Таблица
| №  | Участник           | Страна       | 1 | 2 | 3 | 4 | 5 | 6 | 7 | 8 | 9 | 10 | 11 | 12 | 13 | 14 | 15 | 16 |  | + | −  | =  | Очки | Место |
| -- | ------------------ | ------------ | - | - | - | - | - | - | - | - | - | -- | -- | -- | -- | -- | -- | -- |  | - | -- | -- | ---- | ----- |
| 1  | Ботвинник, Михаил  | СССР         |   | ½ | ½ | ½ | ½ | 1 | 0 | ½ | ½ | 1  | 1  | 1  | 1  | 1  | 1  | 1  |  | 8 | 1  | 6  | 11   | 1—2   |
| 2  | Смыслов, Василий   | СССР         | ½ |   | ½ | ½ | ½ | ½ | ½ | ½ | ½ | 1  | 1  | 1  | 1  | 1  | 1  | 1  |  | 7 | 0  | 8  | 11   | 1—2   |
| 3  | Тайманов, Марк     | СССР         | ½ | ½ |   | ½ | 1 | 1 | ½ | ½ | ½ | ½  | ½  | 1  | ½  | 1  | 1  | 1  |  | 6 | 0  | 9  | 10½  | 3     |
| 4  | Глигорич, Светозар | Югославия    | ½ | ½ | ½ |   | 0 | ½ | ½ | ½ | 1 | ½  | ½  | 1  | 1  | 1  | 1  | 1  |  | 6 | 1  | 8  | 10   | 4     |
| 5  | Бронштейн, Давид   | СССР         | ½ | ½ | 0 | 1 |   | ½ | ½ | ½ | ½ | ½  | 1  | ½  | 1  | ½  | 1  | 1  |  | 5 | 1  | 9  | 9½   | 5     |
| 6  | Найдорф, Мигель    | Аргентина    | 0 | ½ | 0 | ½ | ½ |   | ½ | ½ | 1 | ½  | ½  | ½  | 1  | 1  | 1  | 1  |  | 5 | 2  | 8  | 9    | 6     |
| 7  | Керес, Пауль       | СССР         | 1 | ½ | ½ | ½ | ½ | ½ |   | 1 | 0 | ½  | 0  | ½  | ½  | ½  | 1  | 1  |  | 4 | 2  | 9  | 8½   | 7—8   |
| 8  | Пахман, Людек      | Чехословакия | ½ | ½ | ½ | ½ | ½ | ½ | 0 |   | ½ | ½  | ½  | ½  | ½  | 1  | 1  | 1  |  | 3 | 1  | 11 | 8½   | 7—8   |
| 9  | Унцикер, Вольфганг | ФРГ          | ½ | ½ | ½ | 0 | ½ | 0 | 1 | ½ |   | 1  | ½  | ½  | ½  | 1  | 0  | 1  |  | 4 | 3  | 8  | 8    | 9—10  |
| 10 | Штальберг, Гидеон  | Швеция       | 0 | 0 | ½ | ½ | ½ | ½ | ½ | ½ | 0 |    | ½  | ½  | 1  | 1  | 1  | 1  |  | 4 | 3  | 8  | 8    | 9—10  |
| 11 | Сабо, Ласло        | Венгрия      | 0 | 0 | ½ | ½ | 0 | ½ | 1 | ½ | ½ | ½  |    | ½  | ½  | ½  | 0  | ½  |  | 1 | 4  | 10 | 6    | 11    |
| 12 | Падевский, Никола  | Болгария     | 0 | 0 | 0 | 0 | ½ | ½ | ½ | ½ | ½ | ½  | ½  |    | 0  | ½  | 1  | ½  |  | 1 | 5  | 9  | 5½   | 12—13 |
| 13 | Ульман, Вольфганг  | ГДР          | 0 | 0 | ½ | 0 | 0 | 0 | ½ | ½ | ½ | 0  | ½  | 1  |    | 1  | ½  | ½  |  | 2 | 6  | 7  | 5½   | 12—13 |
| 14 | Чокылтя, Виктор    | Румыния      | 0 | 0 | 0 | 0 | ½ | 0 | ½ | 0 | 0 | 0  | ½  | ½  | 0  |    | 1  | ½  |  | 1 | 9  | 5  | 3½   | 14    |
| 15 | Слива, Богдан      | Польша       | 0 | 0 | 0 | 0 | 0 | 0 | 0 | 0 | 1 | 0  | 1  | 0  | ½  | 0  |    | ½  |  | 2 | 11 | 2  | 3    | 15    |
| 16 | Голомбек, Гарри    | Англия       | 0 | 0 | 0 | 0 | 0 | 0 | 0 | 0 | 0 | 0  | ½  | ½  | ½  | ½  | ½  |    |  | 0 | 10 | 5  | 2½   | 16    |